# Ancylodiscoididae
Ancylodiscoididae zijn een familie van parasitaire platwormen (Plathelmintes).

## Taxonomie
De volgende geslachten zijn bij de familie ingedeeld:
- Anchylodiscus Johnston & Tiegs, 1922
- Ancylodiscoides Yamaguti, 1937
- Bagrobdella Paperna, 1969
- Bifurcohaptor Jain, 1958
- Bychowskyella Akhmerov, 1952
- Chauhanellus Bychowsky & Nagibina, 1969
- Cornudiscoides Kulkarni, 1969
- Demidospermus Suriano, 1983
- Hamatopeduncularia Yamaguti, 1953
- Malayanodiscoides Lim & Furtado, 1986
- Mizelleus Jain, 1957
- Notopterodiscoides Lim & Furtado, 1986
- Pangasitrema Pariselle, Euzet & Lambert, 2004
- Paraquadriacanthus Ergens, 1988
- Pavanelliella Kritsky & Boeger, 1998
- Philureter Viozzi & Gutiérrez, 2001
- Protoancylodiscoides Paperna, 1969
- Pseudancylodiscoides Yamaguti, 1963
- Quadriacanthus Paperna, 1961
- Schilbetrema Paperna & Thurston, 1968
- Schilbetrematoides Kritsky & Kulo, 1992
- Synodontella Dossou & Euzet, 1993
- Thaparocleidus Jain, 1952
- Trinigyrus Hanek, Molnár & Fernando, 1974
- Unibarra Suriano & Incorvaia, 1995
- Unilatus Mizelle & Kritsky, 1967